# 寶石文蛤
寶石文蛤（學名：Gemma gemma）是一種細小的海生軟體動物，屬於簾蛤科芽蛤屬。
寶石文蛤是最細小的蛤蜊之一，只長5毫米。殼色呈白色或灰色，外邊及內邊有紫色。
寶石文蛤原產於北美洲的大西洋海岸，由拉布拉多至德克薩斯州，但發現它們也入侵到太平洋海岸。